# NGC 192
NGC 192 је спирална галаксија у сазвежђу Кит која се налази на NGC листи објеката дубоког неба.
Деклинација објекта је + 0° 51' 51" а ректасцензија 0h 39m 13,5s. Привидна величина (магнитуда) објекта NGC 192 износи 12,6 а фотографска магнитуда 13,5. NGC 192 је још познат и под ознакама UGC 401, MCG 0-2-104, CGCG 383-51, HCG 7A, IRAS 00366+0035, PGC 2352.